# ISO 639
ISO 639は、言語の名称の略号を規定した国際規格である。国際標準化機構が発行。

## 概説
ISO 639は1998年より2023年まで、後述する複数の部に分かれていたが、ISO 639:2023によって旧ISO 639-1からISO 639-5までが再統合された。この間に各「部」（"Part"）に属したコードはそれぞれ同一規格内の「集合」（"Set"）に再編成された。
- ISO 639:2023 Code for individual languages and language groups （2023年制定）[1]

過去に存在していた版は以下の通りである。
- 『国際標準化機構規格（ISO）』規格番号：ISO R 639:1967。国立国会図書館書誌ID:000003333279。
- 『国際標準化機構規格（ISO）』規格番号：ISO 639:1988（改訂規格）。国立国会図書館書誌ID:000003302557。

- ISO 639-1:2002 Codes for the representation of names of languages -- Part 1: Alpha-2 code（言語名コード-第一部:2文字コード）2002年制定。国立国会図書館書誌ID:000004001731。
- ISO 639-2:1998 Codes for the representation of names of languages -- Part 2: Alpha-3 code（言語名コード-第二部:3文字コード）1998年制定。国立国会図書館書誌ID:000003346658。
- ISO 639-3:2007 Codes for the representation of names of languages -- Part 3: Alpha-3 code for comprehensive coverage of languages（包括的な3文字言語コード）2007年制定[2]。国立国会図書館書誌ID:000008517401。
- ISO 639-4:2010 Codes for the representation of names of languages -- Part 4: Implementation guidelines and general principles for language coding（実装のためのガイドライン）2010年制定。国立国会図書館書誌ID:000010972832。
- ISO 639-5（英語版）:2008 Codes for the representation of names of languages -- Part 5: Alpha-3 code for language families and groups（言語のグループを表すための3文字コード）2008年制定。国立国会図書館書誌ID:000009425938。

以下は廃止された。
- ISO 639-6（英語版）:2009 Codes for the representation of names of languages -- Part 6: Alpha-4 representation for comprehensive coverage of language variation（言語変種のための4文字コード）2009年制定（国立国会図書館書誌ID:000010648000）、2014年廃止[3]。

第一部で規定されたのはアルファベット2文字による表記であり、第二部では同3文字の組み合わせによる識別子群を規定している。3文字コードには著書目録など書誌用の「Bコード」と用語学用の「Tコード」の2種類があり、22の言語でそれぞれ異なる識別子を持つが、それ以外は同一である。

### その他の言語コード
- IETF言語タグ（HTMLで使われるもの）
- 国際SIL#SILコード(ISO 639-3)
- Glottolog
- エスノローグ
- en:Lists of languages
- ウィキペディアの一覧#ウィキペディアのエディションコード